# Рьолпе Дордже
Казва се, че четвъртият Кармапа Рьолпе Дордже (1340 – 1383) подобно да своите предшественици още със самото си раждане показва различни благоприятни знаци, а също и необичайни за дете качества. Дори Карма Тинлей Ринпоче отбелязва, че още в майчината си утроба той произнасял шестсричковата мантра на Любящите Очи.
Още съвсем млад Кармапа получава пълната приемственост на Кагю и Нингма от лама Юнгтонгпа, ученик на неговия предшественик. Монголският император Тогон Темур, нетърпелив да поднови връзката с новото прераждане на своя лама го кани с всички почести. Животът на Кармапа обаче е изключително зает с многобройни пътувания, поучения и тантрични посвещения и това не се случва веднага. В крайна сметка Рьолпе Дордже остава три години при императора в преподаване и основаване на манастири. По-късно Кармапа се установява със спътниците си в областта Дзонка при езерото Коконор и тук написва своя станал по-късно класически текст „Премахването на погрешните възгледи“. Тук среща едно необикновено момче, решено да направи много за будизма и Кармапа веднага разбира, че му предстои да стане важен учител. Дава му името Кунга Нингпо и това е известният Дже Дзонкапа. От него води началото си линията Гелугпа, а негов ученик става първият Далай Лама.
Основни ученици на Кармапа Рьолпе Дордже са втория Шамар Ринпоче Качьо Уангпо, Дригунг Чьокий Дракпа и Лобсанг Дракпа Дзонкапа.